# SACRA MUSIC
SACRA MUSIC은 일본의 소니 뮤직 엔터테인먼트(SMEJ) 산하의 레코드 레이블이다. 주로 애니메이션 송을 가창하는 아티스트가 소속된다.

## 역사
일본 국내뿐만 아니라 널리 해외에도 활동의 장을 펼치고 있는 아티스트를 중심으로 한 음악 레이블로서, 2017년 4월 1일에 발족한 레이블이다. 같은 해 1월 6일에 발족이 발표되고, 당초에는 소니 뮤직 그룹의 각 레이블에 소속해, 애니메이션 타이업을 중심으로 한 히트 실적을 가져, 국내외의 라이브나 이벤트에서의 동원 실적이 있는 아티스트가 소속된다. 당초의 소속 아티스트들은 원래 SME 레코즈나 애니플렉스 등 각 레이블에 소속했지만, 4월 1일 본 레이블 발족과 동시에 일제히 이적했다.
발족 후는 같은 소니 뮤직 그룹 애니플렉스에 의한 해외 전략과 연계해 일본 국내뿐만 아니라 해외에서의 악곡 발매와 이벤트 참가, 라이브 개최를 하고 있다. 또한, 발족 후인 2017년 5월에는 소니 뮤직 그룹 주최에 의한 애니메이션 송의 음악 페스티벌 'MUSIC THEATER 2017'이 개최되어 본 레이블 소속자도 출연했다.
또, 지금까지 뮤직 레인이 발매를 담당하고 있던, 소니 뮤직의 아티스트가 주제가를 담당하는 애니메이션 작품의 주제가집도, 본 레이블로부터 발매된다.
같은 해 4월 5일, 레이블 제1탄 작품으로서 Kalafina의 싱글 'into the world/메르헨'을 공개했다. 같은 해 6월 7일, 신인 제1호로서 사이토 소마가 데뷔했다.
2018년 3월 13일부터, 중국의 동영상 공유 사이트 bilibili에서 생방송 프로그램 'SACRA STATION'을 개시했다.
2018년 5월 9일에 2장 동시에 발매된 LiSA의 베스트 앨범, 'LiSA BEST -Way-', 'LiSA BEST -Day-'가 오리콘 주간 차트에서 1위, 2위를 독점했다. 본 레이블 소속 아티스트가 오리콘의 주간 차트에서 1위를 차지하는 것은 처음이었다.
2018년 9월 28일, 중국 텐센트와 소니 뮤직이 전략적 제휴를 합의. 보유하고 있는 주요 콘텐츠를 중국에서 스트리밍하기로 결정했다. 지금까지 이전에 속해 있던 GARNiDELiA가 중국에서 연간 5회의 공연을 하는 등, 중국에 대해서는 여러 번 접근을 거듭해 왔지만, 이번 제휴에 의해 본 레이블로서는 처음으로 중국에서의 포괄적인 컨텐츠를 실시하게 된다.
2019년 1월 23일, 레이블의 발족 1주년을 기념해, 최초가 되는 컴필레이션 앨범 'MiX ~ 재미있는 만큼 알 수 있는 논스톱 SACRA MUSIC~'를 발표했다. Kalafina, 카구야 루나, 츠키쿠라를 제외한 소속 아티스트 20조의 악곡이 수록되었다. 재킷에는, 레이블 공식 캐릭터 'SACRA짱'(Mika Pikazo가 디자인)이 그려져 있다.
소니 뮤직에서 발매되는 악곡이 TV 애니메이션이나 드라마 등의 주제가로 사용되는 경우의 레이블의 크레딧 표기가 '소니 뮤직 레이블스' 명의로 통일되고 있는 반면, 본 레이블의 곡에 관해서는 'SACRA MUSIC'명의로 계속 표기되고 있다.

## 같이 보기
- 애니플렉스